# Blasillo 4.ª Sección
Blasillo 4.ª Sección es una localidad del municipio de Huimanguillo ubicado en la subregión de la Chontalpa del estado mexicano de Tabasco.

## Geografía
La localidad de Blasillo 4.ª Sección se sitúa en las coordenadas geográficas 18°05′16″N 93°56′03″O / 18.087778, -93.934167, a una elevación de 2 metros sobre el nivel del mar.

## Demografía
Según el Conteo de Población y Vivienda 2020, efectuado por el Instituto Nacional de Estadística y Geografía, la localidad de Blasillo 4.ª Sección tiene 397 habitantes, de los cuales 195 son del sexo masculino y 202 del sexo femenino. Su tasa de fecundidad es de 2.69 hijos por mujer y tiene 111 viviendas particulares habitadas.
| Gráfica de evolución demográfica de Blasillo 4.ª Sección entre 1990 y 2020 |
|                                                                            |
| INEGI.                                                                     |